# Lok (Eslovàquia)
|  | No s'ha de confondre amb Lok. |

Lok és un poble i municipi d'Eslovàquia que es troba a la regió de Nitra, al sud-oest del país. El 2011 tenia 1.022 habitants.

## Història
La primera menció escrita de la vila es remunta al 1286.

## Demografia
| Godina             | 1994 | 2004   | 2014   | 2024    |
| ------------------ | ---- | ------ | ------ | ------- |
| Nombre de persones | 1014 | 980    | 958    | 1072    |
| Diferència         |      | −3,35% | −2,24% | +11,89% |

| Godina             | 2023 | 2024   |
| ------------------ | ---- | ------ |
| Nombre de persones | 1082 | 1072   |
| Diferència         |      | −0,92% |